# Exochus kozlovi
Exochus kozlovi är en stekelart som beskrevs av Valentina I. Tolkanitz 2001. Exochus kozlovi ingår i släktet Exochus och familjen brokparasitsteklar. Inga underarter finns listade i Catalogue of Life.